# Bay View (Ohio)
Bay View é uma vila localizada no estado norte-americano de Ohio, no Condado de Erie.

## Demografia
Segundo o censo norte-americano de 2000, a sua população era de 692 habitantes. 
Em 2006, foi estimada uma população de 651, um decréscimo de 41 (-5.9%).

## Geografia
De acordo com o United States Census Bureau tem uma área de 
0,8 km², dos quais 0,8 km² cobertos por terra e 0,0 km² cobertos por água.

## Localidades na vizinhança
O diagrama seguinte representa as localidades num raio de 16 km ao redor de Bay View. 